# 黄花站
黄花站，位于黑龙江省牡丹江市爱民区，是滨绥铁路沿线车站。距哈尔滨站349公里，绥芬河站199公里。建于1942年。现隶属哈尔滨铁路局管辖，为五等站，现已不办理客运、货运。
1988年，黄花站纳入牡丹江站编组站扩建部分。
1. ↑  黑龙江省地方志编纂委员会. . 黑龙江人民出版社. 2017. ISBN 978-7-207-10813-5 –黑龙江史志网.